# Skovbo kommun
Skovbo kommun var en kommun i Roskilde amt, Danmark. Den hade 14 873 invånare (2005) och en yta på 131,74 km². Den bildades genom en sammanslagning av socknarna Bjæverskov, Borup, Ejby, Gørslev, Kimmerslev, Lidemark, Nørre Dalby och Vollerslev då den danska kommunreformen 1970 genomfördes. Sedan 2007 ingår den i Køge kommun.